# Krîvoluka, Ciortkiv
Krîvoluka (în ucraineană Криволука) este un sat în comuna Palașivka din raionul Ciortkiv, regiunea Ternopil, Ucraina.

## Demografie
Componența lingvistică a localității Krîvoluka
     Ucraineană (100%)
Conform recensământului din 2001, toată populația localității Krîvoluka era vorbitoare de ucraineană (100%).